# Tantow
Tantow es un municipio situado en el distrito de Uckermark, en el estado federado de Brandeburgo (Alemania), a una altura de 20 metros. Su población a finales de 2016 era de 800 habs. y su densidad poblacional, 22 hab/km².
Se encuentra a la orilla oeste del río Oder que lo separa de Polonia.

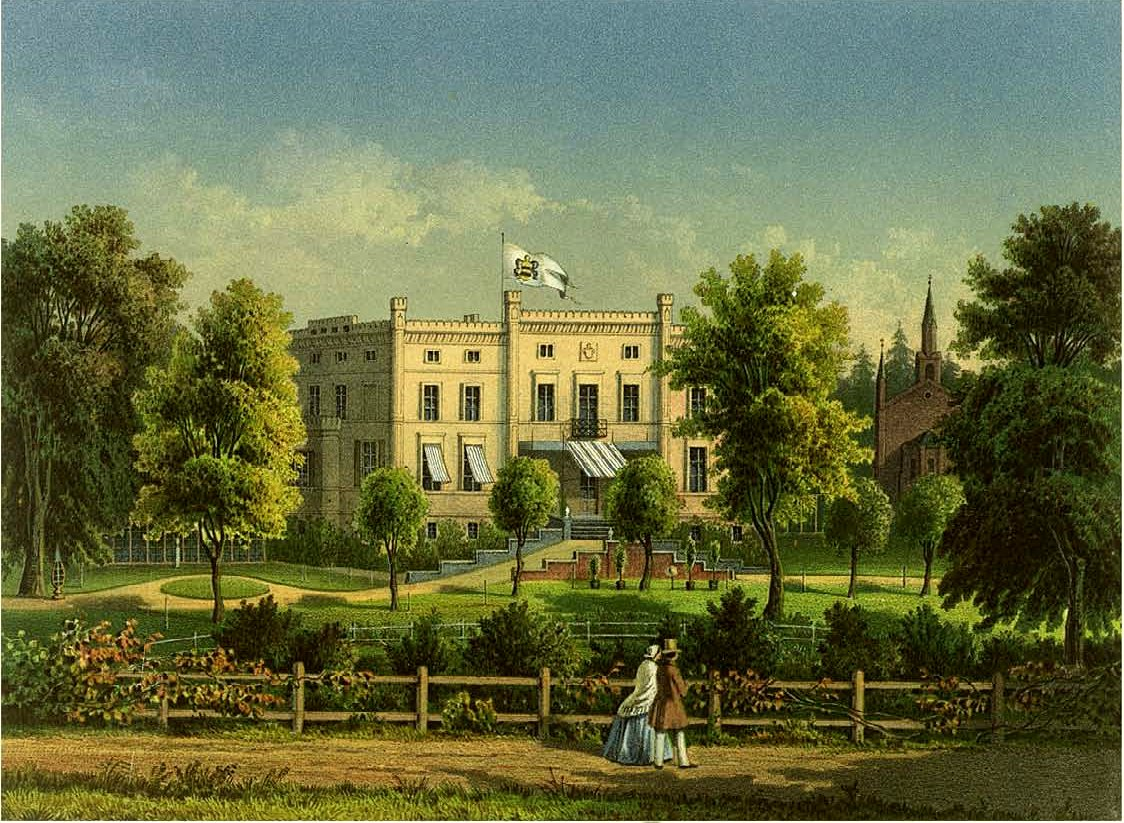
Palacio de Tantow en torno a 1860. Edición por Alexander Duncker.

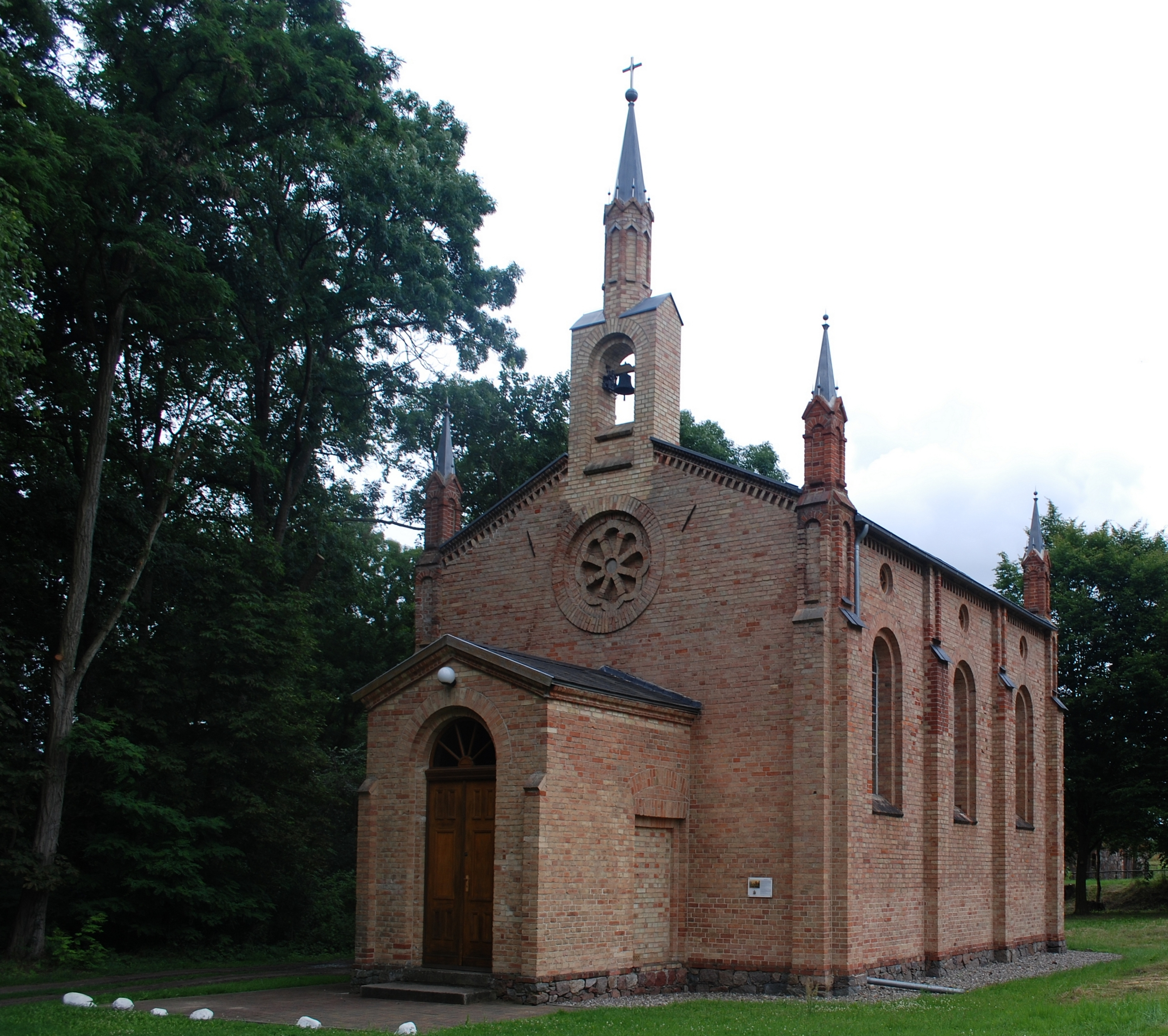
Tantow, Iglesia